# Čechomor
Čechomor (in het Engels soms verbasterd tot Czechomor) is een Tsjechische folkrockband uit Praag. De band werd opgericht als I. Českomoravská nezávislá hudební společnost (wat vrij vertaald 1e Boheems-Moravische onafhankelijke muziekgenootschap betekent), wat later ingekort is tot Čechomor.

## Bandleden

### Huidige leden
- František Černý – zang en gitaar
- Radek Pobořil – accordeon, trompet en fluit
- Karel Holas – viool en zang
- Michal Pavlík – cello
- Taras Voloshchuk – contrabas
- Michael Vašíček – elektrische gitaar en mandoline
- Patrik Sas – drums en slaginstrumenten

### Voormalige leden
- Jiří Břenek – viool en zang
- Jaroslav 'Olin' Nejezchleba – cello
- Jiří Michálek – accordeon
- Antonín Svoboda – viool
- Jiří Hodina – viool en zang
- Martin Rychta – drums en slaginstrumenten
- Radek Klučka – drums en slaginstrumenten
- Roman Lomtadze – drums en slaginstrumenten
- František Poborský – drums en slaginstrumenten
- Martin Vajgl – drums en slaginstrumenten

## Discografie

### Studioalbums
- 1991 – Devěcnosti
- 1996 – Mezi horami
- 2000 – Čechomor
- 2001 – Proměny
- 2005 – Co sa stalo nové
- 2008 – Pověsti moravských hradů a zámků
- 2009 – Pověsti českých hradů a zámků
- 2009 – Pověsti slezských hradů a zámků
- 2011 – Místečko

### Compilatiealbums
- 2002 – Rok ďabla
- 2004 – Čechomor 1991-1996
- 2010 – Písně z hradů a zámků

### Livealbums
- 2002 – Čechomor Live
- 2003 – Proměny tour 2003
- 2006 – Stalo sa živě
- 2012 – Čechomor v národním

## Trivia
- De band speelde samen met onder andere de Tsjechische zangers Jaromír Nohavica en Karel Plíhal in de film Rok ďábla (vertaald: Het jaar van de duivel) van Petr Zelenka. In de film is ook een rol weggelegd voor Killing Joke-frontman Jaz Coleman.